# Liv Kristine
Liv Kristine Espenæs, née le 14 février 1976 à Stavanger en Norvège, est une chanteuse et professeure de chant connue pour avoir été la figure des groupes Theatre of Tragedy, avec qui elle obtint un succès important, et Leaves' Eyes. Elle étudie la littérature anglaise et a un master de phonologie et de phonétique en vieil anglais. Ses chansons font ressortir sa passion pour la littérature, l'histoire et les langues. Les écrits de Shakespeare, la littérature gothique, la mythologie nordique et ses expériences personnelles inspirent ses paroles. Elle est une soprano.
Attirée par la musique dès son plus jeune âge, Liv Kristine commence sa carrière en rejoignant dans un premier temps Theatre of Tragedy comme choriste puis acquiert rapidement un rôle important au sein de la formation. Le premier album du groupe, Theatre of Tragedy, est publié en 1995. Leurs deux albums suivants, Velvet Darkness They Fear (1996) et Aégis (1998), emmènent le groupe à l'apogée de leur carrière et sont vite considéré comme des albums incontournables du metal gothique. Ensemble ils développent la technique de la « belle et la bête », style qui sera repris par de nombreux groupes comme Tristania, The Sins of Thy Beloved, Draconian ou encore Within Temptation. Theatre of Tragedy s'oriente ensuite, avec les albums Musique (2000) et Assembly (2002), sur une musique plus électronique car beaucoup de groupes reprenaient leur technique précédente. Le 3 juillet 2003, elle épouse Alexander Krull, le chanteur du groupe allemand Atrocity, et est exclue de Theatre of Tragedy après avoir déménagé avec lui en Allemagne.
Avec les musiciens d'Atrocity elle forme le groupe Leaves' Eyes qui s'inspire de la mythologie nordique. Leur premier album Lovelorn paraît en 2004. À partir de leur second album Vinland Saga (2005) le groupe abandonne les aspects gothiques pour se concentrer essentiellement sur du metal symphonique. Ensemble ils sortent six albums studios, quelques EP et un album live. Elle quitte Leave's Eyes le 16 avril 2016, après treize ans de collaboration, et divorce d'Alexander Krull la même année.
Liv Kristine commence sa carrière solo en 1998 avec Deus Ex Machina, un album qui s'oriente vers une musique proche de la synthpop et du rock gothique. Ses albums suivants Enter My Religion (2006), Skintight (2010) et Libertine (2012) s'éloignent de la musique rock pour se concentrer sur de la pop. En 2014, elle sort Vervain un album qui renoue avec le metal gothique et forme The Sirens avec Anneke van Giersbergen et Kari Rueslåtten. En 2018, elle intègre Midnattsol, le groupe de sa sœur Carmen Elise Espenæs, puis en 2020 rejoint le groupe Coldbound le temps de la sortie du single Slumber of Decay. En 2021, elle sort l'EP Have Courage Dear Heart qui prècède l'album River Of Diamonds (2023).
Durant sa carrière Liv Kristine collabore avec de nombreux groupes comme Atrocity, Týr, Delain ou Das Ich. Elle est nommée en 2005 pour un Grammy Awards grâce à sa participation sur le titre Nymphetamine (fix) de l'album éponyme de Cradle of Filth. Elle est invitée en juin 2016 par le groupe Eluveitie comme chanteuse de session pour remplacer Anna Murphy durant l'une de leurs tournées.

## Biographie

### Enfance et début dans la musique
Liv Kristine naît le 14 février 1976 dans la ville portuaire de Stavanger en Norvège. Ses parents sont Ove H. Espenæs et Liv E. Davidsen, elle a en 1983 une petite sœur, Carmen Elise Espenæs,. Petite, elle imite devant son miroir des chanteuses comme Maria Callas, Kate Bush, Enya ou son icône pop préférée, Madonna,. Toutes ces personnalités la conduisent à se fasciner pour la musique ce qui lui donne envie de devenir chanteuse. À l'âge de dix ans, Liv Kristine et un ami fonde leur premier groupe, Twice ; plus tard, elle rejoint le chœur de l'église de Stavanger où elle interprète les œuvres de Jean-Sébastien Bach.
Liv Kristine fait des études en anglistique à l'université de Stavanger et se passionne pour des auteurs comme William Shakespeare, Edgar Poe ou Walt Whitman,. Elle rencontre alors Raymond István Rohonyi, aussi étudiant en anglistique, qui s'intéresse aux même auteurs qu'elle. Après avoir passé leurs examens et obtenus leur diplôme de phonétique et de phonologie en vieil anglais les deux amis décident d'étudier l'allemand.
Cependant, Liv Kristine est à la recherche de liberté créative et accepte l'invitation de Raymond István Rohonyi de rejoindre son groupe Theatre of Tragedy, qu'il a formé avec quelques amis,. D'abord engagée comme choriste, elle convainc rapidement le reste du groupe de devenir la chanteuse principale, formant avec Rohonyi le duo qui allait devenir la marque de fabrique du groupe,,. En 1994, Theatre of Tragedy enregistre leur première démo et signe un contrat avec la maison de disque allemande Massacre Records,,.

### Theatre of Tragedy (1995 - 2002)

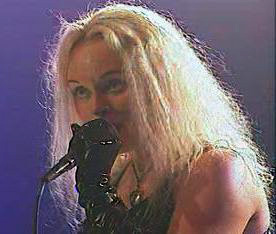
Liv Kristine avec Theatre of Tragedy en 2000 lors de leur concert au Metalmania.

Six mois après avoir signé avec le label, le groupe sort à l'été 1995 leur premier album produit par le guitariste Dan Swanö,. Le concept développé par le groupe divise ; il est vu comme un échec aux yeux de certains médias tandis que d'autres qualifie l'album comme étant la « nouveauté du mois »,, la plupart des médias ne savent pas exactement comment traiter la combinaison entre une voix féminine et une voix growl,. Mais, peu de temps après, l'album se vend au nombre de 25 000 exemplaires et leur chanson A Hamlet for a Slothful Vassal devient rapidement un classique du metal gothique. À partir de ce moment, Theatre of Tragedy fait la une des médias. Le groupe remarque facilement la raison de leur étonnant succès : le duo entre la voix de soprano de Liv Kristine et le chant death de Raymond Istvàn Rohonyi,,. Theatre of Tragedy devient à l'origine d'un nouveau genre qui sera appelé « belle et la bête » ; un phénomène de la fin des années 1990 qui sera repris par des groupes comme Tristania et The Sins of Thy Beloved,.
Avec l'album suivant Velvet Darkness They Fear et leur style auto-créé, Theatre of Tragedy atteint son apogée avec une vente de 125 000 exemplaires,,. Le single, Der Tanz der Schatten, est épuisé en quelques semaines et s'avére devenir un des hymnes officiels de la scène du metal gothique. Grâce à leur mélange combinant de sons appartenant au rock gothique, à la new wave et au metal, le groupe franchit facilement la frontière stricte entre les deux styles et réunit à leurs concerts les fans des deux genres,.
Theatre of Tragedy est, avec Atrocity, un des tout premiers groupes de metal à jouer au Wave-Gotik-Treffen à Leipzig, en Allemagne,. Avec cette apparition, les deux groupes ouvrent les portes des festivals de musique gothiques les plus importants à des dizaines de groupes de metal. Der Tanz der Schatten est joué dans tous les clubs gothiques d'Europe. Au fur et à mesure de leur succès, le public intéressé par Theatre of Tragedy s'est également élargi. À partir de ce moment, l'attraction médiatique autour de Liv Kristine devient plus importantes. Atrocity est le premier groupe à demander à collaborer avec Liv et l'invite à se produire avec eux. Elle apparait d’ailleurs comme chanteuse invitée sur l'album de reprise Werk 80. Avec de nombreuses critiques élogieuses concernant sa participation et son interprétation des classiques des années 1980 et l'arrivée de l'album en 33e position des charts allemand,, Liv est encouragée à réaliser son propre projet.

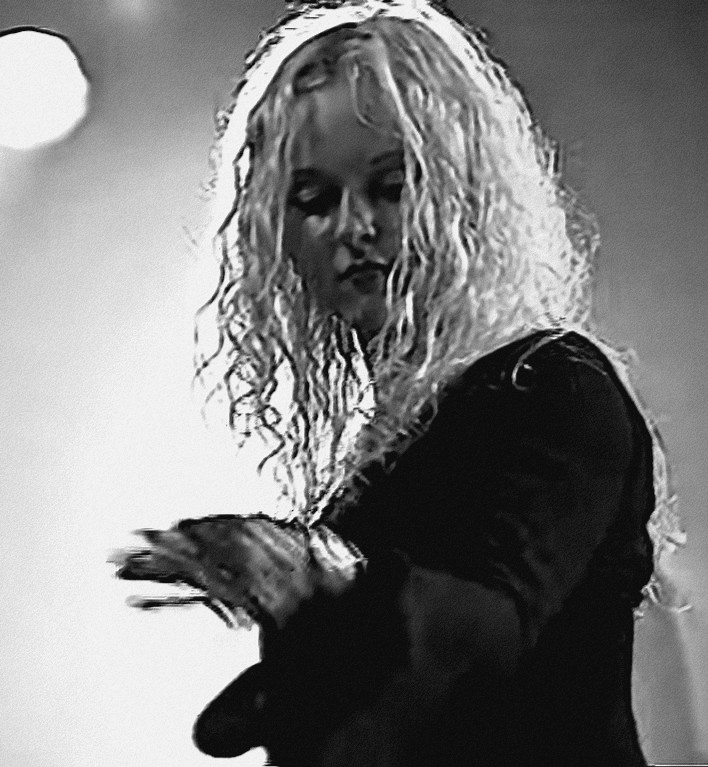
Liv Kristine connait une renommée mondiale grâce à Theatre of Tragedy.

En 1998, Theatre of Tragedy enregistre l'album Aégis, qui deviendra le plus gros succès du groupe. L'album devient un album marquant dans l'histoire du metal et son succès dans les charts allemands le maintiennent à la 40e position. Les magazines les plus importants, comme Metal Hammer, Sonic Seducer, reflètent la forte position du groupe sur scène. La chaîne télévisée allemande VIVA retransmet en direct deux chansons de Theatre of Tragedy lors de leur concert au Dynamo Open Air à Eindhoven, aux Pays-Bas. En outre, on recense plus de 8 000 personnes lors de leur premier concert en Grèce, à Athènes. Au festival de Zillo, ils jouent devant 20 000 spectateurs. Aégis devient l'un des albums les plus réussis de la scène metal gothique. Pour le nouveau millénaire, beaucoup de choses changent dans la musique de Theatre of Tragedy. En 2000, ils sortent un nouvel album, Musique. Le groupe change son image et signe avec les labels Eastwest et Nuclear Blast,. Les chansons de l'album s'orientent plus sur de la musique électronique que sur leur metal gothique d'autrefois,,. Ils entrent dans les hit-parades allemands en 39e position, font la couverture de nombreux magazines (Orkus, Sonic Seducer...) et font passer pendant une semaine le clip vidéo de Image sur les chaînes musicales allemandes,. Sûr cet album, et sûr celui qui suivra, Liv Kristine écrit une grande partie des chansons car Raymond I. Rohonyi est trop occupé par le travail de programmation des parties électroniques.
Theatre of Tragedy continue sur sa lancée éléctronique avec l'album Assembly, qui sort en 2002 et remporte de nouveau un succès dans les hit-parades allemands, en atteignant la 75e position. Après deux autres tournées en Europe et des concerts à Mexico, Londres et Moscou, ils seront le premier groupe européen à jouer à Beyrouth après la fin de la guerre civile,. 2003 est l'année la plus riche en événements dans la vie de la chanteuse : elle obtient son master en anglistique et écrit un mémoire appelé The Impact and Importance of Music and Singing in First and Second Language Acquisition. Elle se marie le 3 juillet avec Alexander Krull d'Atrocity après avoir vécu ensemble pendant sept ans. De plus, la chanteuse révèle former avec son mari un nouveau groupe ; or une mauvaise nouvelle est annoncée pour la chanteuse : après dix ans de coopération et plus de 500 000 albums vendus, Theatre of Tragedy décide de se séparer de Liv Kristine sans explication détaillée,. Cette dernière apprend la nouvelle sans avoir été prévenue par les membres du groupe,. À la suite de cette nouvelle, elle déclare : « Je me suis plutôt fait virer comme une malpropre, sans la moindre explication, sans le moindre coup de fil. J'ai découvert que je ne faisais plus partie du groupe en surfant sur Internet, un soir, chez moi »,,. À la suite de la réaction de la chanteuse, les membres du groupe ont expliqué que la décision avait été prise car il y avait trop de désaccords musicaux entre eux et que cela nuirait à l'avenir du groupe.

### Leaves' Eyes (2003 - 2016)

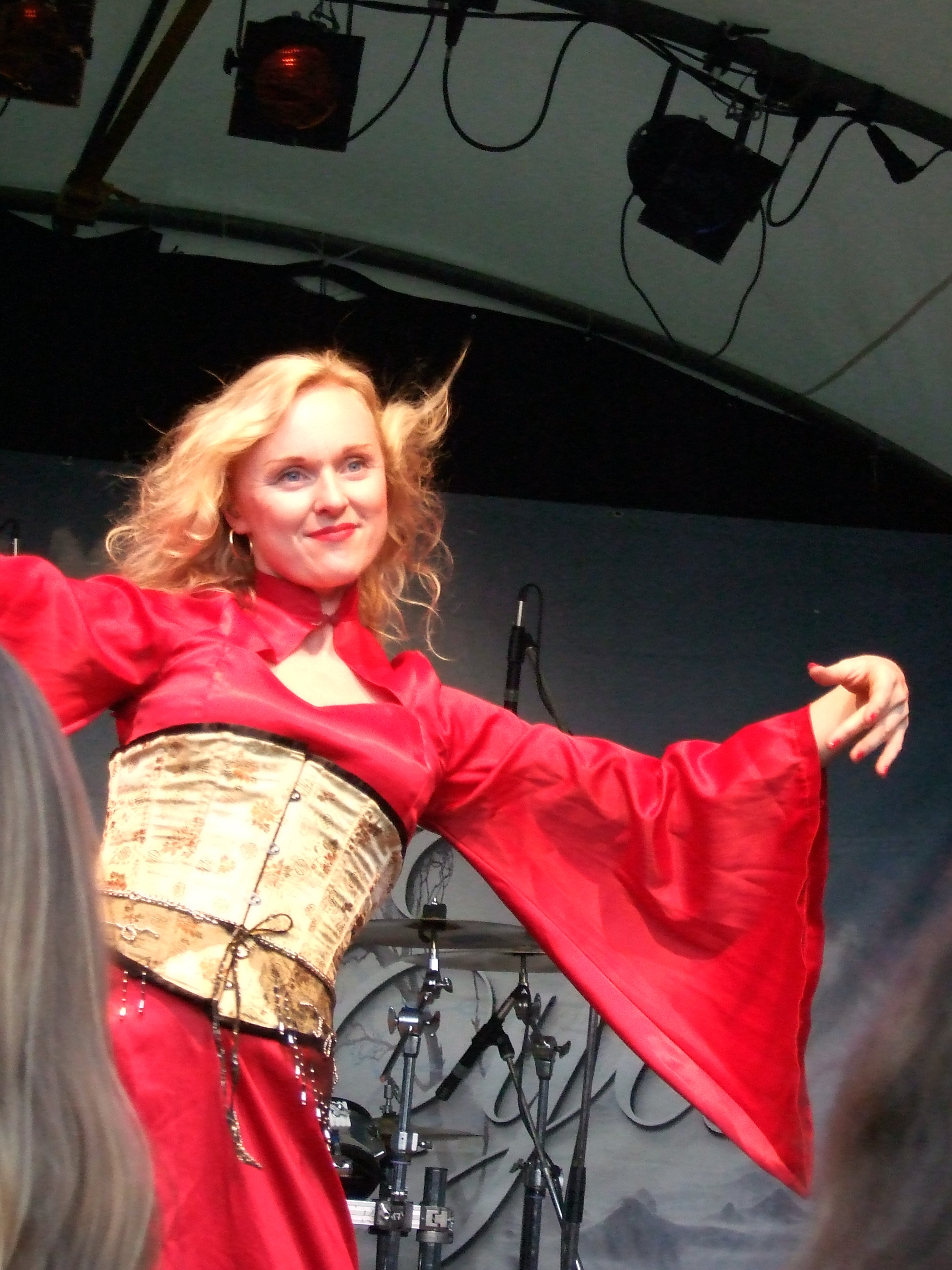
Liv Kristine avec Leaves' Eyes au Henkersfest Stuttgart en 2007.

En 2003, Liv Kristine propose à son mari et aux autres membres d'Atrocity de former un nouveau groupe appelé Leaves' Eyes,,. La création de ce nouveau groupe semble être une des raisons non citées par Theatre of Tragedy expliquant le renvoi de la chanteuse. Le nom de cette nouvelle formation est créé par Liv Kristine et inclut son prénom : « Je voulais créer un nom de groupe qui ressemble à mon prénom « Liv » et qui l'inclut, c'est-à-dire que je cherchais un homophone pour « Liv ». De plus, le mot « feuilles » est lié à la nature et la nature a toujours été la plus grande source d'inspiration pour moi »,. Dans ce projet la chanteuse s'inspire de la mythologie et de l'histoire norvégienne,,.
Au printemps 2004, Leaves' Eyes fait paraître leur premier album, Lovelorn, via Napalm Records. L'album marque un metal gothique sous une forme plus divertissante et plus épique. Avec cet album, Liv montre ses compétences en tant qu'auteure de chansons et montre un grand développement dans sa voix. Sur l'album, elle combine entre du chant lyrique et une voix plus pop ce qui génère chez les critiques de forte comparaison avec la chanteuse britannique Kate Bush,,,. L'album reçoit de nombreuses critiques positives dans le monde entier, en plus d'une dizaine d'interviews avec la presse internationale. Le clip du single Into Your Light est diffusé sur VIVA et les principaux magazines musicaux font faire à Liv Kristine la couverture de leur magazine. Le groupe commence alors une tournée promotionnelle en Grèce. Ces concerts seront suivis par une première tournée en compagnie des groupes Elis, Battlelore et Paradise Lost. Puis la formation se produit dans de nombreux festivals dont le Summer Breeze Open Air et le Wave-Gotik-Treffen 2004,. Avec cette dernière sortie, Leaves' Eyes arrive à se positionner dans les charts allemands. En mai et juin 2005 : le single Elegy reste plusieurs semaines dans les charts allemand. L'album suivant, Vinland Saga, est un succès dans le hit-parade allemand.
En 2008, Leaves' Eyes confirme sa participation au Wacken Open Air, aux côtés d'autres groupes légendaires allemands. Après le grand succès de Vinland Saga, ils enregistrent en 2009 un DVD intitulé We Came with the Northern Winds, où de nombreux fans affirment qu'il s'agit de leur meilleure performance live. Le 28 août 2010, le groupe sort l'album Njord que qui reçoit de très bonnes critiques, ils sortent également avec l'album le clip vidéo de la chanson My Destiny. Pour cet album Liv Kristine explique avoir écrit les paroles des chansons dans huit langages différents. En 2011, le groupe sort leur quatrième album Meredead qui se rapprochant d'un metal symphonique aux influences folk qui se caractérise par la présentation de thèmes basés sur l'ancienne littérature nordique en plus de versions adaptées de chansons traditionnelles de Norvège. En 2013, le groupe sort son cinquième album, Symphonies of the Night, dont la particularité est d'avoir des chansons écrites en plusieurs langues comme le norvégien, l'anglais, le français et l'irlandais, en plus d'être inspiré par Tchaïkovski et son Lac des cygnes,.
Le 15 avril 2016 est annoncé sur la page Facebook de Leaves' Eyes, que Liv Kristine quitte le groupe pour se consacrer à sa carrière solo et à d'autres projets, elle est immédiatement remplacée par la chanteuse finlandaise Elina Siirala. La chanteuse réagit à l'annonce en déclarant avoir été évincée du groupe sans aucune explication et que cela a été décidé dans son dos. Peu de temps après le renvoi de la chanteuse, deux des membres de Leaves' Eyes décident de poursuivre Liv Kristine en justice,.

### Carrière solo (depuis 1998)

#### Deus ex MachinaetEnter My Religion(1997 - 2009)

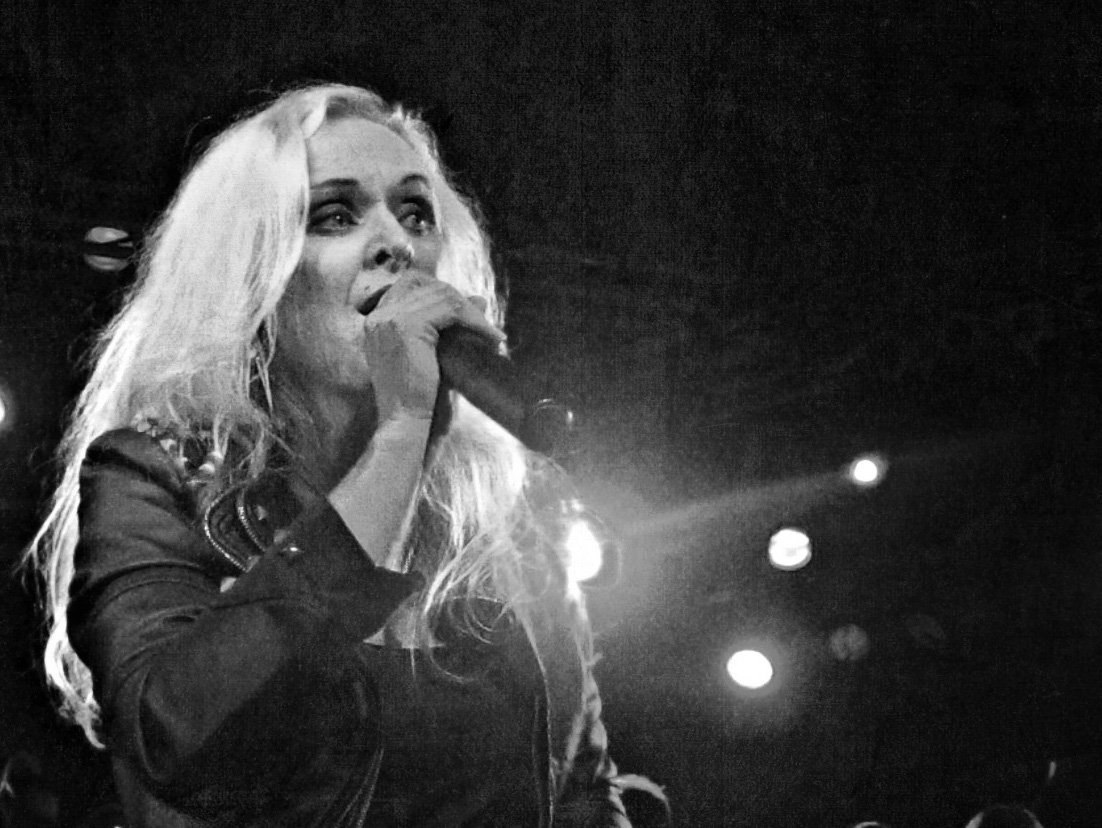
Liv Kristine au Rockfabrik de Ludwigsburg (2014).

En 1997, Liv Kristine commence à travailler sur son premier album solo, Deus ex Machina. En mars 1998, la date de sortie de l'album est annoncée par le label de la chanteuse. Alors que le public s'attendait à retrouver dans cet album les sonorités gothiques et sombres de Theatre of Tragedy, Liv Kristine présente un album atmosphérique avec des sons pop l'éloignant de son travail précédent et se rapprochant plus de la musique de la chanteuse irlandaise Enya,,. L'album comprend un duo avec Nick Holmes de Paradise Lost sur le morceau 3 Am et un titre en norvégien : Portrait:Ei Tulle Med Øyne Blå,. Sans grosse promotion, Deux ex Machina se vend à plus de 30 000 exemplaires et, en quelques mois, la chanteuse s'établit comme artiste solo. Entre-temps, Liv Kristine décide de déménager en Allemagne pour s'installer avec Alexander Krull. Les deux premiers concerts de la chanteuse ont lieu au Dark Storm Festivals pour Noël 1998,.
Le 13 février 2006, Liv Kristine sort son second album Enter My Religion. Il est le premier et seul album de la chanteuse à paraître chez le label Roadrunner Records. Il est enregistré aux Mastersound Studios entre 2005 et 2006, est produit par son mari Alexander Krull et contient une reprise de Streets of Philadelphia du chanteur américain Bruce Springsteen. Pour cet album Liv Kristine reste dans une approche musicale loin de la musique metal, suivant le même genre développé dans Deus ex Machina. La chanson Fake a Smile sort comme unique single et atteint la 94e place des charts allemands. L'album reçoit des critiques mitigées allant de l'échec total au travail de qualité,. Pour promouvoir son nouvel opus la chanteuse joue sept concerts dans des grands festivals de musique européens comme le Summer Breeze, le M'era Luna et le Wave-Gotik-Treffen,. En 2008, la chanteuse est invitée à participer à l'émission Les 25 ans de carrière de Doro Pesch en Allemagne. Pendant le concert la chanteuse sur la chanson Celebrate, en compagnie d'autres chanteuses comme Floor Jansen, Ji-In Cho et Sabina Classen, et sur la chanson phare de Warlock, All We Are.

#### SkintightetLibertine(2010 - 2013)

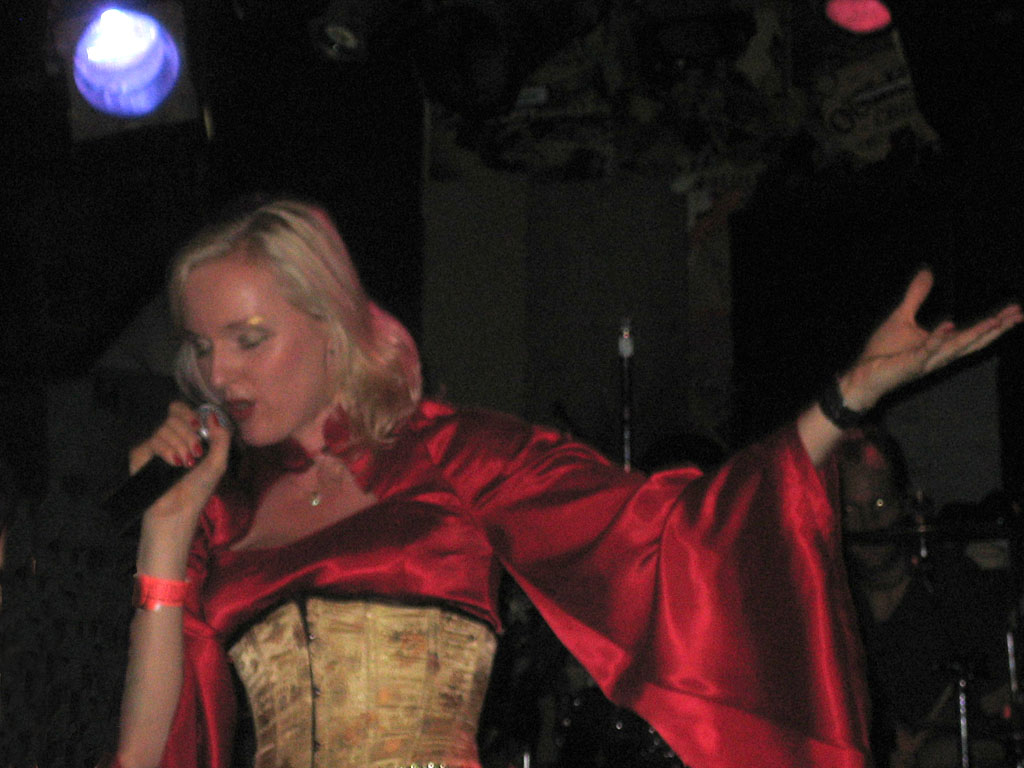
Liv Kristine durant un concert avec Leaves' Eyes en 2005.

Le 30 août 2010, après avoir signé chez le label Napalm Records, Liv Kristine publie son troisième album de musique pop/rock Skintight,, qui est promu le 6 août par la sortie d'un single éponyme accompagné d'un clip vidéo réalisé par Patric Ullaeus,. L'album est produit par son mari Alexander Krull et une partie des compositions et des parties de guitare sont enregistrées par Thorsten Bauer, aussi membre d'Atrocity et de Leaves' Eyes. L'album comprend la participation du claviériste Oliver Palotai, membre de Kamelot. Face à Skintight les critiques divergent, certains font part de leur déception, accusant Liv Kristine de prendre une dimension trop commerciale et en dessous de son niveau musical réel,. D'autres voit en l'album un « effort de qualité qui a définitivement sa place dans le rayon grand public ». Pour promouvoir l'album, la chanteuse organise un concert Nagold en 2011.
Le 7 septembre 2012, la chanteuse publie Libertine, un album marqué par les expériences artistiques les plus importantes de son voyage créatif. La soprano déclare qu'avec « Libertine, j’ai voulu faire un retour vers mes racines, l’album contient les compositions, les ballades les plus chargées d’émotions de ma carrière ». Le nouvel opus contient un duo avec Tobias Regner, vainqueur de la 3e saison de l'émission télévisée allemande Deutschland sucht den SuperStar, sur la chanson Vanilla Skin Delight et une reprise du morceau The Man with the Child in His Eyes de la chanteuse britannique Kate Bush,. Un clip vidéo est réalisé par Patric Ullaeus pour la chanson Paris Paris, une chanson écrite lorsqu'elle était encore membre de Theatre of Tragedy,,. À sa sortie l'album reçoit des critiques mitigées mais cela ne l'empêche pas de devenir la « réponse la plus positive » depuis le début de la carrière de la chanteuse,,,. Pour promouvoir son nouvel album, la chanteuse organise en décembre 2012 deux concerts en Allemagne et un en Suisse.

#### Vervain(2014 - 2019)

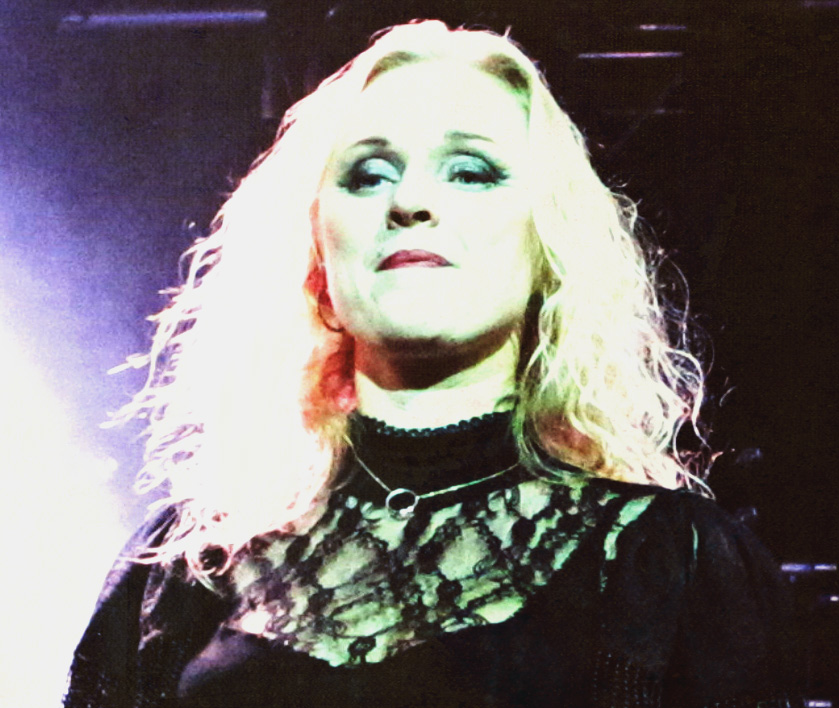
Liv Kristine renoue avec le metal gothique avec son album Vervain.

Le 24 octobre 2014, la chanteuse publie son cinquième album, Vervain, qui renoue avec le metal gothique des années 1990 et avec la musique de son ancien groupe Theatre of Tragedy. L'album présente une collaboration avec le chanteur Michelle Darkness, de End of Green, et la chanteuse allemande Doro Pesch, respectivement sur les titres Love Decay et Stronghold of Angels. La chanson Love Decay sort comme single accompagnée d'un clip vidéo. Afin de promouvoir l'album liv Kristine débute, en octobre 2014, une tournée qui la fera jouer dans de nombreux festivals européens dont le Metal Female Voices Fest et le Summer Breeze Open Air. La chanteuse annonce que lors de sa tournée, qui aura lieu en décembre 2015, elle sera accompagnée pour quelques dates par Raymond I. Rohonyi afin d'interpréter les anciens titres de Theatre of Tragedy,. Il s'agit de la première fois, depuis le renvoi de Kristine en 2003, que le duo partage une scène. La tournée de la chanteuse se termine en 2016 lors de son concert au Metal Female Voices Fest,.
En 2016, Liv rejoint temporairement le groupe de folk metal Eluveitie, le temps de remplacer Anna Murphy, pour les concerts. En décembre 2017, Liv Kristine rejoint le groupe de sa sœur Carmen : Midnattsol. Elle est initialement annoncée comme invitée sur leur nouvel album, The Aftermath, mais après quelques discussions, le groupe l’a choisie comme membre permanente.

#### Have Courage Dear HeartetRiver Of Diamonds(Depuis 2020)
Après la publication en 2019 de deux singles, Skylight et Gravity, chez Allegro Talent Media son nouveau label,,, Liv Kristine annonce la sortie le 16 avril 2021 d'un nouvel EP appelé Have Courage Dear Heart. Le nouvel opus de la chanteuse, composé avec Tommy Olson (ex-Theatre of Tragedy) et est enregistré aux studios Alte Seminarturnhalle Nagold en Allemagne, est un prélude à un nouvel album ayant pris du retard à cause de la pandémie de Covid-19. Il est composé de quatre chansons et des cinq chansons live préférées de la chanteuse. L'EP aborde des thèmes « profondément personnels tels que la beauté de la nature, l'univers et ses lois, la connexion des âmes sœur, l'amour de soi, le narcissisme, la guérison et la recherche d'une voix ».
Le 13 janvier 2023, Liv Kristine annonce l'arrivée prochaine de son sixième album. À la fin du mois, elle révèle que ce nouvel opus s'appelle River Of Diamonds et qu'il sortirait le 21 avril via Metalville Records. L'album est composé et enregistré près de Stavanger par Tommy Olson. Il comprend deux morceaux d'Have Courage Dear Heart et les reprises des chansons Pictured Within de Jon Lord et True Colors de Cyndi Lauper ainsi que des duos avec Carmen Elise Espenæs (Midnattsol), Fernando Ribeiro (Moonspell), Østen Bergøy (ex-Tristania) et son époux Michael Espenæs,. Il est promu par les singles In Your Blue Eyes et River Of Diamonds,.

## Vie privée

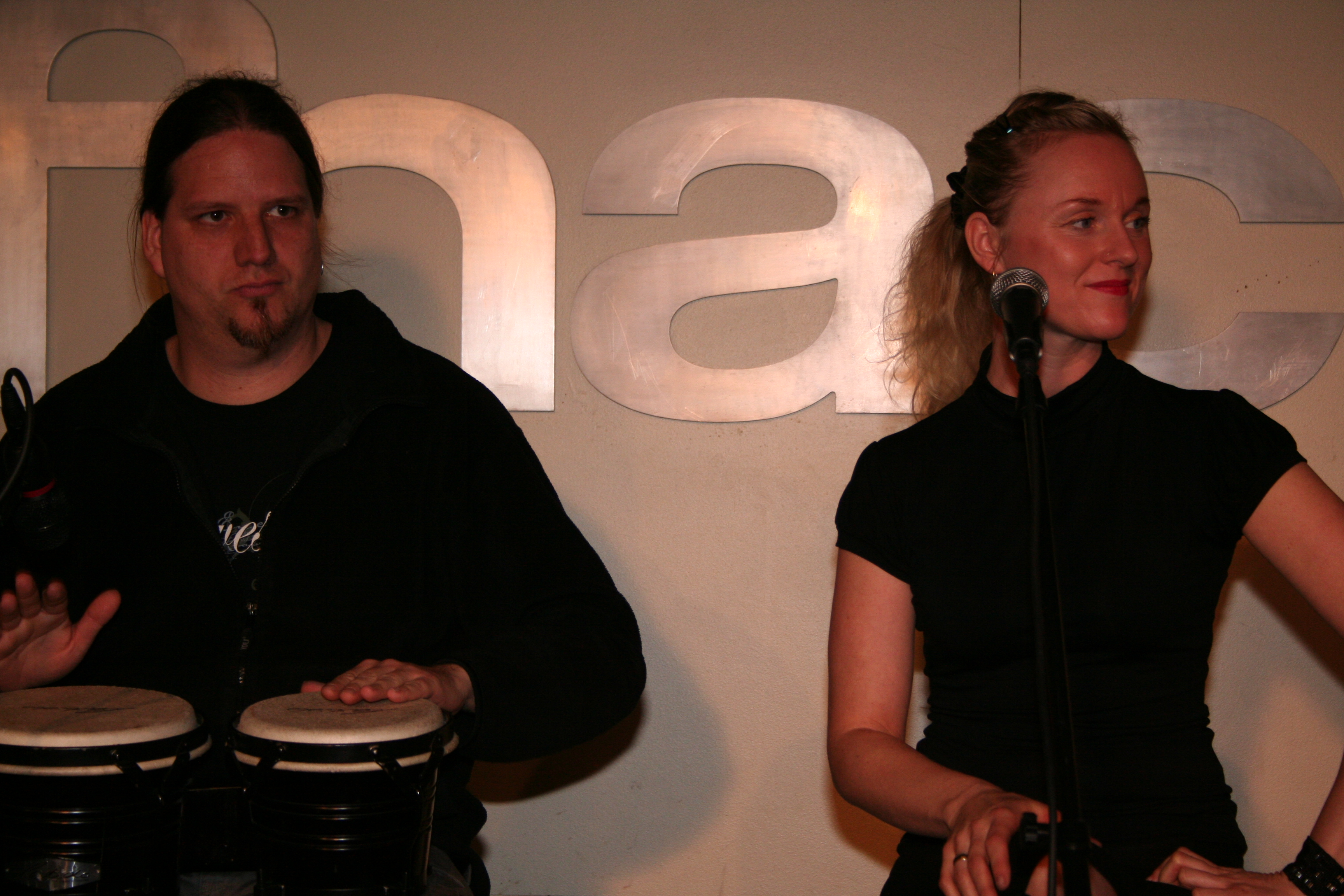
Liv Kristine avec Alexander Krull lors d'un concert à la Fnac des Halles de Paris.

Liv Kristine a eu une relation avec Raymond István Rohonyi de leurs études à l'Université de Stavanger jusqu'en septembre 1996 lors de la production Velvet Darkness They Fear,.
Le 3 juillet 2003, Liv Kristine épouse le chanteur d'Atrocity Alexander Krull. Ils ont un fils, Leon Alexander,. Le couple se sépare au début de janvier 2016 après que la chanteuse a été renvoyée de Leaves' Eyes et qu'elle a découvert que Krull avait eu des relations extra-conjugales,.
Elle a été fiancée avec le chanteur et musicien Mario Hartwig, membre du groupe Glassgod, jusqu'à son décès dû à une crise cardiaque en 2018,. Elle se remarie en 2021 avec Michael Espenæs.
Sa sœur cadette, Carmen Elise Espenæs, est la chanteuse du groupe folk metal symphonique allemand Midnattsol et du groupe de folk metal gothique norvégien Savn.
Liv Kristine est une soprano lyrique léger qui possède une étendue vocale couvrant trois octaves (si2- ré6),.

## Collaborations

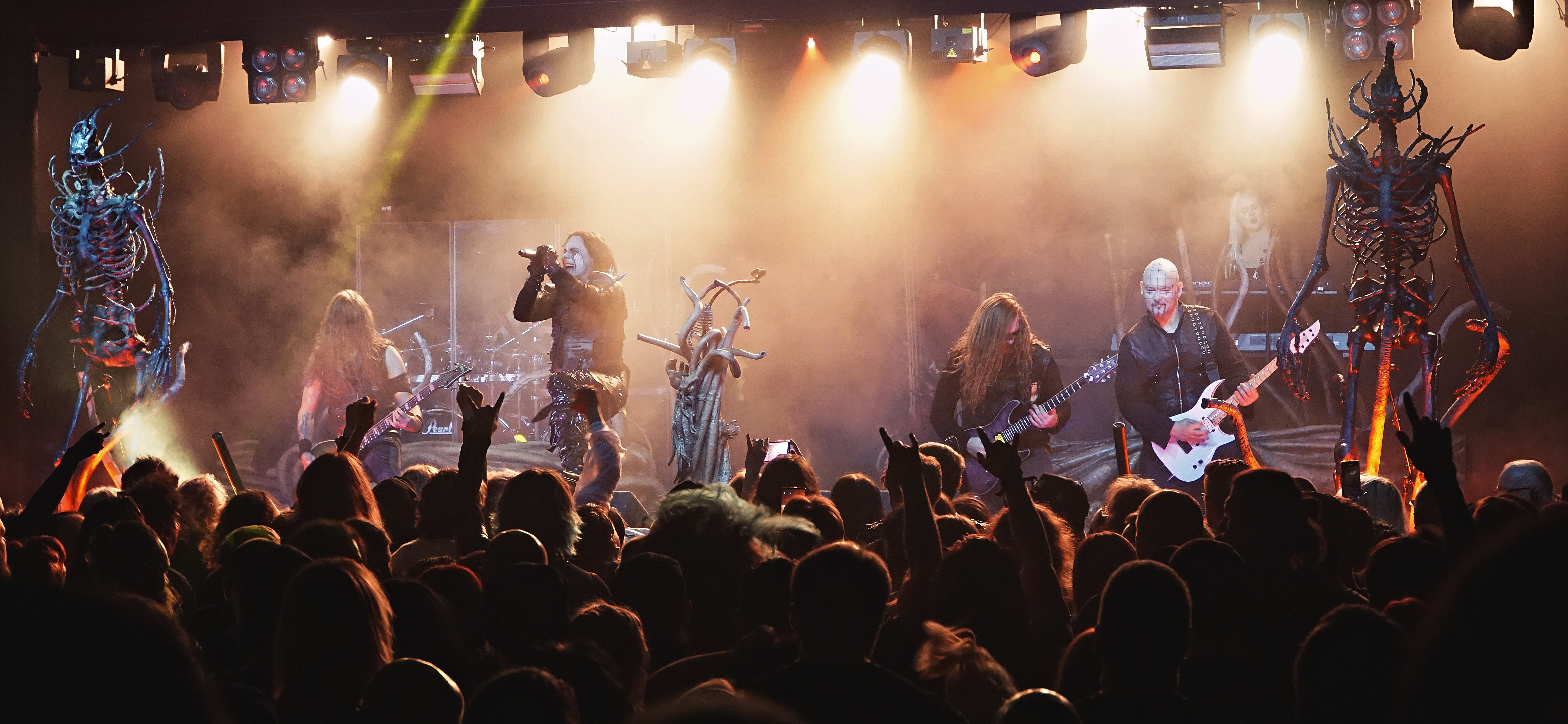
La collaboration de Kristine avec le groupe de black metal Cradle of Filth lui vaut une nomination aux Grammy Awards.

Liv Kristine a collaborée avec de nombreux artistes et apparaît en tant qu'invitée sur des réalisations des artistes suivants : Atrocity, Heavenwood, Týr, Weltenbrand, Das Ich, Genius, Immortal Rites, Hortus Animae, Cradle of Filth, Umbra et Imago, Beto Vázquez Infinity, Delain, Orden Ogan, Melted Space et Lux (originellement nommé "Lux In Tenbris", en duo avec Marion-Lamita). 
Liv Kristine s'impose comme principale chanteuse invitée chez Atrocity et voit aussi avec un certain nombre de groupes lui demander des collaborations, comme avec les icônes gothiques de Silke Bischoff avec qui elle enregistre la chanson Blue Moon, avec Weltenbrand elle sort sa première chanson d'opéra metal. Sur l'album Smallow du groupe portugais de metal gothique Heavenwood, on trouve un duo avec le chanteur de Gamma Ray et ex-chanteur d'Helloween, Kai Hansen, qui l'invite avec Eric Martin (ex-Mr. Big) pour une chanson heavy-rock. Sa collaboration avec Immortal Rites amène Liv au death metal. Sa collaboration la plus connue en tant que chanteuse invitée, et qui lui ouvrira le plus de porte, est son duo avec Dani Filth de Cradle of Filth sur la chanson Nymphetamine (fix). Le clip vidéo est diffusé par toutes les grandes chaînes musicales du monde entier ce qui permet à l'album de se placer en 89e position du Billboard 200 et de se vendre à plus de 14 000 exemplaires,. Le succès de Nymphetamine (Fix) dépasse toutes les attentes et l'album est nommé en 2005 pour un Grammy Awards, dans la catégorie « meilleure prestation metal ». 
En 2014, elle forme avec Anneke van Giersbergen (ex-The Gathering) et Kari Rueslåtten (ex-The 3rd and the Mortal, ex-Storm) le supergroupe The Sirens. L'idée du projet débute en 2013, lorsque la chanteuse rencontre Anneke van Gierbergen, au festival Masters of Rock en République tchèque. À cette époque van Gierbergen était en contact avec Kari Rueslåtten, qui reprenait sa carrière musicale après une longue pause,. Les trois chanteuses décident alors d'enregistrer trois titres : Sisters of the Earth, Embracing the Seasons et Fearless. The Sirens décident de partir en tournées dans toutes l'Europe et font en août 2016 la première partie de Nightwish. Durant cette tournée les trois chanteuses interprètent chacune trois chansons de leurs anciens groupe, c'est-à-dire Theatre of Tragedy, The Gathering et The 3rd and the Mortal, et trois titres de leurs répertoires actuels. 
En 2020, le musicien Pauli Souka invite Liv Kristine à chanter en duo avec lui une chanson appelée Slumber of Decay pour son groupe de doom death metal mélodique Colbound, proposition que la chanteuse accepte car le titre lui rappelle l'époque de Theatre of Tragedy. Après avoir enregistré le morceau Liv Kristine déclare avoir eu « l'impression de chanter sur une chanson faite pour moi ». La chanteuse, après une seconde proposition de Souka, rejoint le groupe Coldbound et Slumber of Decay est publié le 5 février 2021,. Quelques mois après la sortie de leur premier single Kristine et Coldbound décident de se séparer à la suite de nombreux problèmes causés par la situation sanitaire due à la pandémie de Covid-19 mais n'omette pas une seconde collaboration entre eux,. 

## Contribution dans la musique

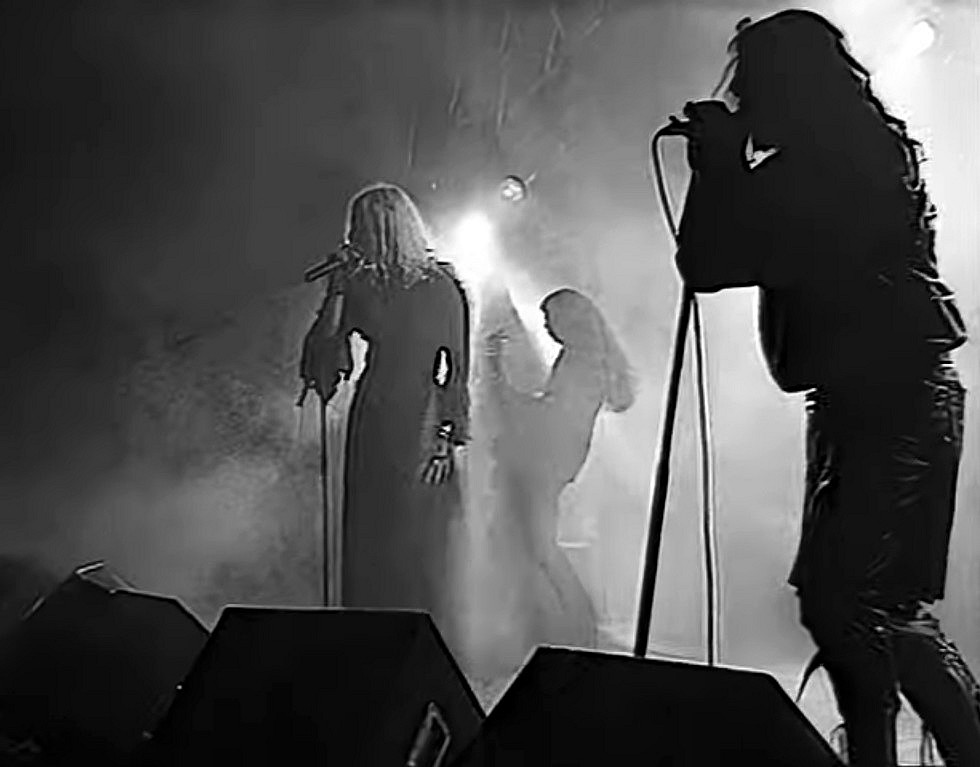
Le duo vocal de la belle et la bête entre Liv Kristine et Raymond István Rohonyi inspirera de nombreux groupes qui reprendront leur technique.

Au début de sa carrière la chanteuse s'impose comme une des premières femmes de la musique metal. L'implication des femmes dans le hard rock et le metal avait commencé dans les années 1970 avec des groupes comme Vixen, The Runaways et Girlschool, mais à cette époque ces groupes entièrement féminins reproduisaient une musique similaire à celle de leurs collègues masculins. La fin des années 1980 et le début des années 1990 voient arriver la carrière solo de Doro Pesch (ex-Warlock), surnommée « La Reine du Metal » et la vague de metal atmosphérique, inspiré par le doom metal et la musique d'ambiance des Cocteau Twins, des Dead Can Dance et de Loreena McKennitt, mené par Liv Kristine et Theatre of Tragedy, Anneke van Giersbergen (The Gathering) et Kari Rueslåtten (The 3rd and the Mortal) qui s'affirment et veulent montrer qu'elles sont aussi douées dans ce style que les hommes,,. Avec son travail réalisé chez Theatre of Tragedy, Liv Kristine devient vite une référence et une pionnière dans le metal à voix féminines et de nombreux artistes comme Vibeke Stene (ex-Tristania), Sabine Dünser (ex-Elis), Tuomas Holopainen (Nightwish) ou Tarja Turunen (ex-Nightwish) la cite comme influence pour leurs travaux,,,,. Morten Veland, de Sirenia, considère que « Liv Kristine est vraiment l'une des pionnières du genre, elle a certainement ouvert la voie et de nombreuses portes à de nombreux groupes qui ont émergé à la fin des années 90 et après ».
Liv Kristine contribue, avec Theatre of Tragedy, à développer l’esthétique de la belle et la bête, plus tard utilisé par de nombreux autres groupes à succès tels que Tristania, The Sins of Thy Beloved, After Forever, Epica ou Within Temptation dans leurs débuts,. Le terme « la belle et la bête » fait référence à une esthétique faisant contraster une voix féminine dite « angélique » à une voix masculine growl ou avec des chants agressifs,. Des groupes comme Paradise Lost ou The Gathering avaient déjà utilisé cette technique sur certaines de leurs chansons mais Theatre of Tragedy est passé maître de la technique après avoir publié un album entier consacré à cette approche en 1995. Leur deuxième album, Velvet Darkness They Fear, sort l’année suivante et est vu comme un chef-d'œuvre du metal gothique,. Le troisième album du groupe, Aégis (1998), voit le groupe « s’aventurer sur un nouveau territoire musical ». Le piano est remplacé par des claviers électroniques tandis que Raymond Rohonyi choisit d'arrêter le growl au profit d’une « voix douce, parlée, parfois chuchotante ». La musique est plus propre et douce, « dépouillée de la dureté de la guitare » mais réalisé avec une « exécution quasi parfaite » qui « incite de nombreuses critiques européens à attribuer à Aégis des critiques parfaites ». Depuis plus d’une décennie, l’esthétique de la belle et la bête s'est répandu à travers le continent européen, trouvant de nombreux représentants. Cradle of Filth est également connu pour utiliser cette approche avec des chanteuses invitées comme Liv Kristine, Sarah Jezebel Deva ou Lindsay Schoolcraft. Aujourd'hui encore, des dizaines de groupes similaires tentent d'avoir le même succès en utilisant la technique de la « belle et la bête »,.
Au fur et à mesure, l'utilisation fréquente de « la belle et la bête » et de l'usage de voix féminines dans la musique metal ont commencé à ajouter de la confusion sur la définition du metal gothique et de ses particularités musicales. De nombreux groupes comme Nightwish,, Epica,, After Forever,, Xandria ou Visions of Atlantis ont été considérés comme des groupes de metal gothique car leur musique en est influencée ou trouve des bases dans le genre ; hors leur musique se rapproche plus du power et du metal symphonique,. Comme l'a suggéré Liv Kristine l'étiquette « gothique [...] est souvent mal interprété » et « tous les groupes avec des voix féminines ne sont pas des groupes gothiques ». Avec le temps les amalgames entre metal gothique et symphonique se sont d'autant plus renforcés lorsque des groupes de metal gothique tel que Tristania, Sirenia, Penumbra, Artrosis ou Trail of Tears ont eu recours parfois à des arrangements symphoniques dans leur musique.

## Discographie

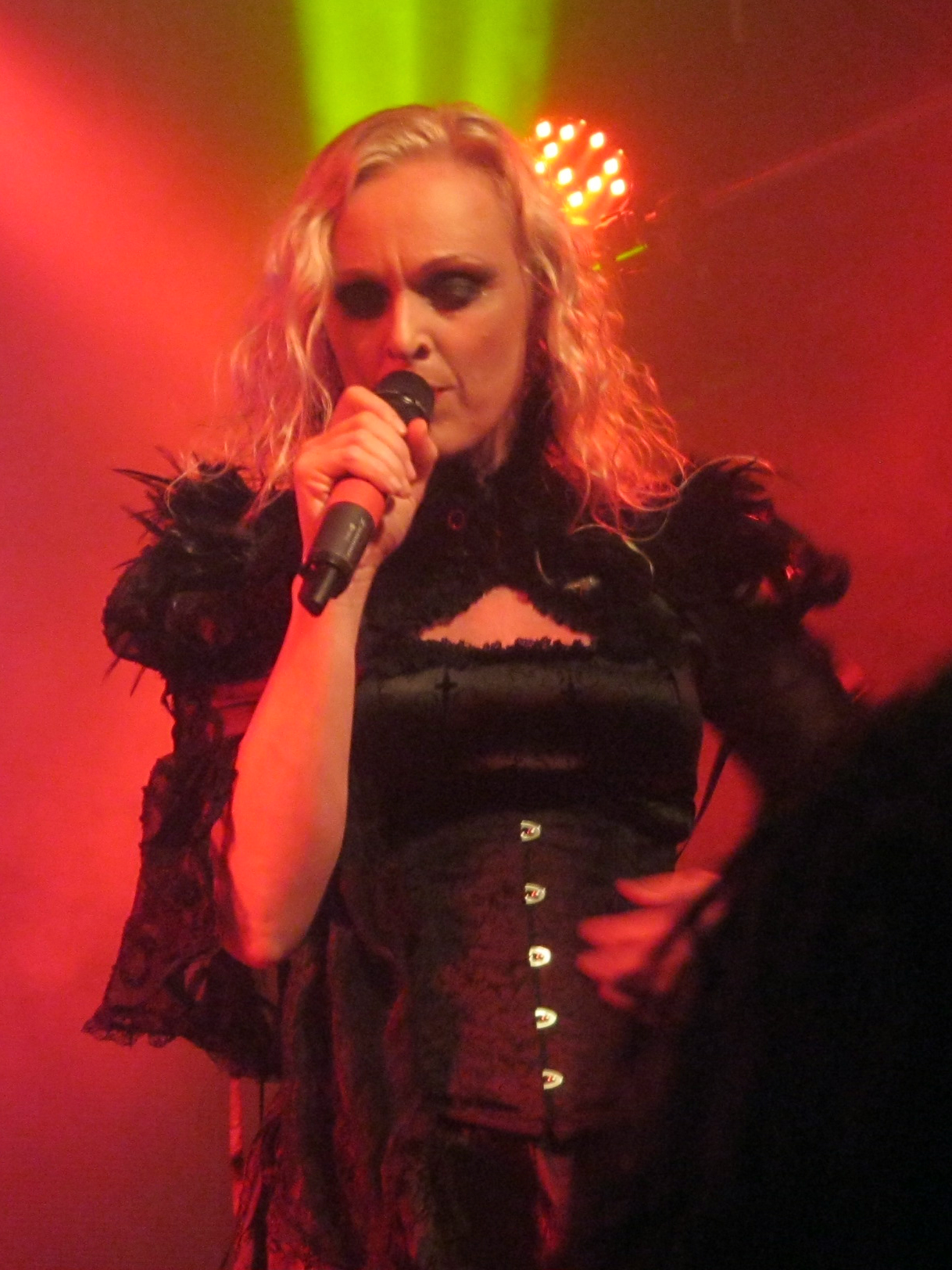
Liv Kristine lors d'un concert en Israël en 2016.

### Avec Theatre of Tragedy

#### Albums
- 1995 :Theatre of Tragedy
- 1996 : Velvet Darkness They Fear
- 1998 : Aégis
- 2000 : Musique
- 2001 : Closure:Live
- 2002 : Assembly

#### EPs, démos, singles
- 1994 : Theatre of Tragedy Demo
- 1996 : Der Tanz der Schatten
- 1997 : A Rose for the Dead
- 1998 : Cassandra
- 2000 : Image
- 2000 : Inperspective
- 2001 : Machine

### Avec Leaves' Eyes

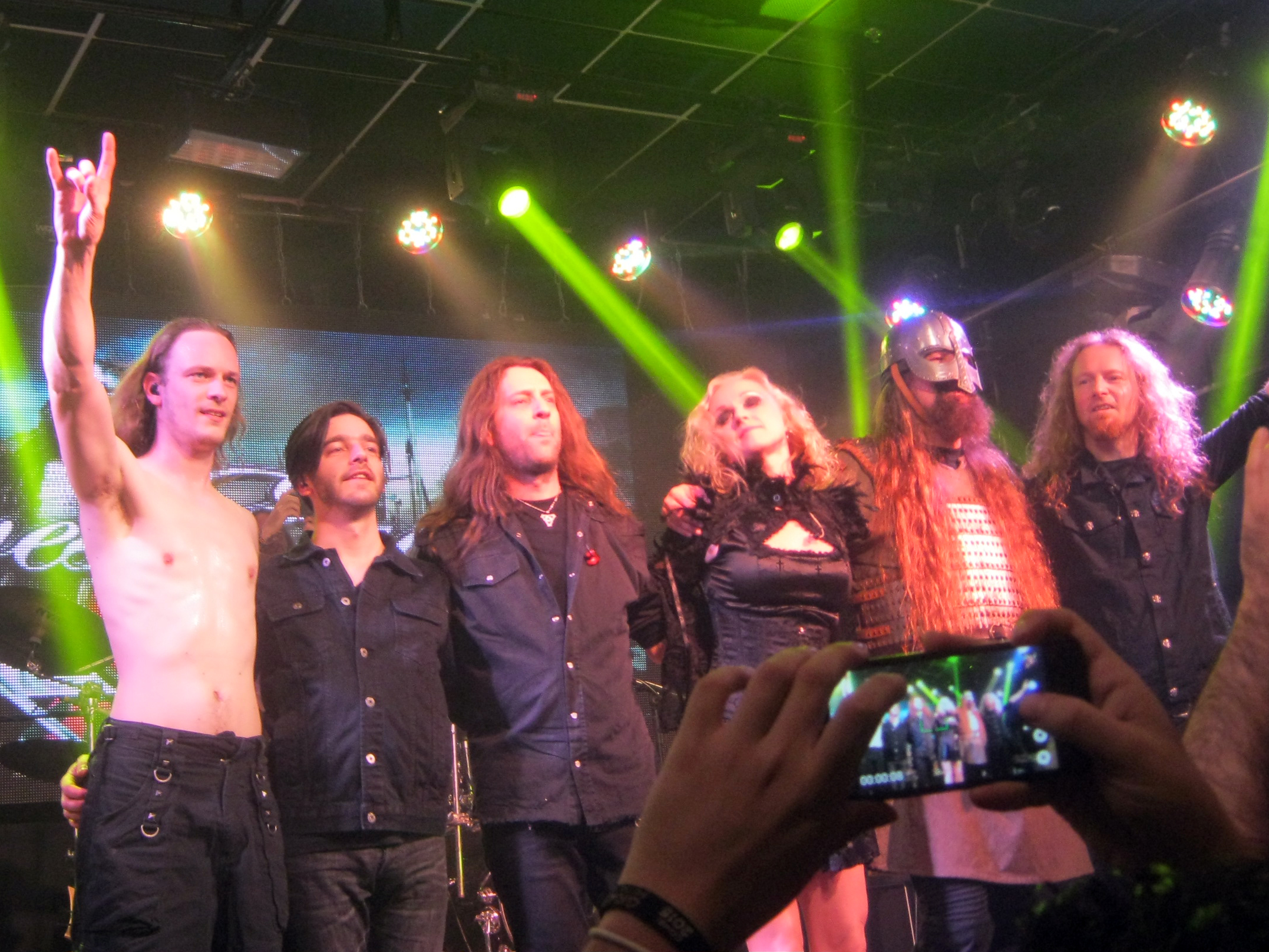
Avec Leaves' Eyes, Liv Kristine sortira six albums et six EPs.

#### Albums
- 2004 : Lovelorn
- 2005 : Vinland Saga
- 2009 : We Came with the Northern Winds - En Saga I Belgia
- 2009 : Njord
- 2011 : Meredead
- 2013 : Symphonies of The Night
- 2015 : King of Kings

#### EPs, singles, démos
- 2004 : Into Your Light
- 2005 : Elegy
- 2006 : Legend Land
- 2009 : My Destiny
- 2010 : At Heaven End
- 2011 : Melusine
- 2013 : One Caress

### The Sirens
- 2014 : Sisters of the Earth
- 2014 : Embracing the Seasons
- 2015 : Fearless

### Collaborations
- 1997 : Atrocity : Werk 80[145]
- 1998 : Heavenwood, Downcast[106]
- 1998 : Atrocity & Silke Bischoff, Blue Moon
- 1999 : Weltenbrand, The Devil Gets the Profiteer
- 1999 : Bravo, The Hits ‘99
- 2000 : Das Ich, Des Satans neue Kleider (Atrocity Remix)
- 2000 : Atrocity, Gemini[146]
- 2002 : Atrocity, More (A Tribute to The Sisters of Mercy)
- 2004 : Genius, To be free[147]
- 2004 : Immortal Rites, Mirror Reflections[107]
- 2004 : Atrocity, Atlantis[148]
- 2004 : Hortus Animae, Summoning of the Muse et Sampler The Lotus Eaters (Dead Can Dance Tribute)[29]
- 2004 : Cradle of Filth – Nymphetamine (Fix)
- 2005 : Umbra et Imago, Ein letztes Mal (Leaves’ Eyes Remix)
- 2005 : Beto Vázquez Infinity, Album Part II (TBA)[29]
- 2005 : Only If, Sampler (Enya Tribute)
- 2006 : Delain, A day For A Ghost et See Me In Shadow[149]
- 2008 : Atrocity, Werk 80 II[150]
- 2008 : Doro, Celebrate[64]
- 2012 : Bob Katsionis, Rendez-Vouz In The Sky[151]
- 2013 : Atrocity, Okkult[152]
- 2013 : Samsas Traum, Niemand, niemand anderem als Dir[153]
- 2013 : Emerald Sun, Call of Nature[154],[155]
- 2013 : Romanthica, Despierta[156]
- 2013 : Týr, The Lay of our Love[157],[158]
- 2013 : Melted Space, Dying Legend[159]
- 2014 : Primal Fear, Born with a broken Heart[160],[161]
- 2014 : Savn, I Am Free[162]
- 2015 : Hydra, Swath of Destruction
- 2016 : Eden’s Curse, Unconditional[163]
- 2016 : Tanzwut, Stille Wasser[164]
- 2016 : Hortus Animae, There’s No Sanctuary[165]
- 2017 : Cradle of Filth, Vengeful Spirit[166],[167]
- 2017 : Akoma, Revangels[168]
- 2017 : Orden Ogan, Come with Me to the other Side et Gunmen
- 2018 : Lux, The Grand Design[169]
- 2018 : Ben Blutzukker, Queen of the Nite[170]
- 2018 : Myrkand, Chthonian Cyclops
- 2019 : The Sabbathian, Head of a Traitor[171],[172]
- 2019 : Savn, The End[173]
- 2019 : Unzensiert, Du Fehlst
- 2019 : Krayenzeit, Regen und Sturm
- 2020 : Tanja Hansen, Silence of the Tide[174]
- 2020 : Ben Blutzukker, Crucified[175]
- 2021 : Coldbound, Slumber of Decay[49]
- 2021 : Glassgod, Mankind[98]
- 2021 : Mortemia, Decadence Deepens Within[176]
- 2023 : Malphas, Dead Death Dreams[177]

## Vidéographie
Clips
- 2006 : Fake a Smile, tiré d'Enter My Religion
- 2010 : Skintight, tiré de Skintight, dirigé par Patric Ullaeus
- 2012 : Paris Paris, tiré de Libertine, dirigé par Patric Ullaeus
- 2014 : Love Decay, tiré de Vervain
- 2021 : Gravity, tiré de Have Courage Dear Heart